# Роберт Терман
Роберт Александер Фарар Терман (енгл. Robert Alexander Farrar Thurman; Њујорк, 3. август 1941) амерички је публициста специјализован за област будизма и академик.
Он је написао, уредио и превео неколико књига о тибетанском будизму. Био је Је Тсонгкапа професор индо-тибетанских будистичких студија на Универзитету Колумбија, пре него што је отишао у пензију у јуну 2019. Био је прва обдарена катедра за будистичке студије на Западу. Такође је суоснивач и председник Тибетске куће у САД у Њујорку. Превео је Вималакирти Сутру са тибетанског Канџура на енглески. Отац је глумице Уме Терман.

## Младост
Терман је рођен као син Елизабет Дин Фарар (1907–1973), позоришне глумице, и Беверли Рид Терман млађе (1909–1962), уреднице Асошиејтед преса и преводиоца УН (француски и енглески). Он је енглеског, немачког, шкотског и ирског порекла. Његов брат Џон Терман је професионални концертни виолончелиста који наступа са симфонијским оркестром Детроита. Похађао је Пхиллипс Екетер академију од 1954. до 1958. године, а затим је отишао на Универзитет Харвард, где је дипломирао 1962. Касније се вратио на Харвард на постдипломске студије санскрита, где је магистрирао 1969. и докторирао. 1972. године.
Године 1959, са 18 година, оженио се Мари-Кристоф де Менил, ћерком Доминика де Менила и Џона де Менила и наследницом богатства компаније Schlumberger Limited која се бавила опремом у нафтној индустрији. Године 1961. Терман је изгубио лево око у несрећи док је користио дизалицу за подизање аутомобила, а око је заменио очном протезом.

## Каријера
Након несреће Терман је одлучио да рефокусира свој живот, развео се од  де Менил и путовао је од 1961. до 1966. у Турску, Иран и Индију. У Индији је предавао енглески прогнаним тулкуима (реинкарнираним тибетанским ламама). Након очеве смрти 1962. године, Терман се вратио у Сједињене Америчке Државе и у Њу Џерсију упознао Гешеа Вангијала, калмичког будистичког монаха из Монголије који је постао његов први гуру. Терман је постао будиста и вратио се у Индију где је, захваљујући Вангиаловом познантству, Терман учио код Тензина Гјацоа, 14. Далај Ламе. Термана је 1965. заредио Далај Лама, први амерички будистички монах тибетанске будистичке традиције, и њих двоје су постали блиски пријатељи.
Године 1967, Терман се вратио у САД и одрекао свог монашког статуса (који је захтевао целибат) да би се оженио својом другом женом, немачко-шведским моделом и психотерапеуткињом Неном фон Шлебриге, која је била разведена од Тимотија Лирија. Тхурман је магистрирао 1969. и докторирао. на Санскритским индијским студијама 1972. на Харварду. Био је професор религије на Амхерст колеџу од 1973. до 1988. године, када је прихватио позицију професора религије и санскрита на Универзитету Колумбија. На колеџу Амхерст Тхурман је упознао свог доживотног пријатеља проф. Лал Мани Џоши, истакнути индијски будистички научник.
Година 1986. Терман је створио Тибетску кућу САД са Неном фон Шлебриге, Ричардом Гиром и Филипом Гласом на захтев Далај Ламе. Тибетанска Кућа САД је непрофитна организација чија је мисија да помогне очувању тибетанске културе у егзилу. 2001. године, Pathwork Center, који се простире на 1,3 km², центар а одмор  на планини Пантер у Феникији, Њујорк, дониран је Тибетској кући САД. Терман и фон Шлебриге преименовали су центар у center Menla Retreat and Dewa Spа. Менла (тибетански назив за Буду медицине) је развијен у најсавременији уметнички центар за лечење заснован на тибетанској медицинској традицији у спрези са другим холистичким традицијама лечења. Године 2009. Терман је глумио у филму Розе фон Праунхајм History of Hell - Rosas Höllenfahrt.

## Идеје
Терман је познат по преводима и објашњењима будистичког верског и филозофског материјала, посебно оног који се односи на Гелугпа (дге-лугс-па) школу тибетанског будизма и њеног оснивача Је Тсонгкапе.

## Признања и награде
Тајм је Термана прогласио једним од 25 најутицајнијих Американаца 1997. Године 2003. добио је награду Светлост истине, награду за људска права Међународне кампање за Тибет. Њујорк Магазин  га је 2006. прогласио једним од „утицајни“ у религији Године 2020. добио је престижну индијску награду Падма Шри за књижевност и образовање.
Многи његови вршњаци са енглеског говорног подручја сматрају Термана пионирским, креативним и талентованим преводиоцем будистичке књижевности. Говорећи о Термановом преводу Цонгкапине Есенције елоквенције (Legs bshad snying po), професор Метју Капштајн је написао да је „Суштина елоквенције позната у круговима учених Тибетана текст невиђене тежине... Да би га уопште превели на енглески мора се сматрати интелектуалним достигнућем веома високог ранга. Исправно је превести у све намере и сврхе је запањујуће достигнуће.“ Слично томе, истакнути будолог Јан Натијер је похвалио стил Термановог превода Vimalakīrti Sūtra, хвалећи га као један од најбољих превода тог важног индијског будистичког списа.

## Лични живот
Двапут се женио. Роберт Терман је отац петоро деце и деда осморо унучади. Са Мари-Кристоф де Менил има једну ћерку Тају; њихов унук је био покојни уметник Даш Сноу. Преко покојног унука има и праунуку. Роберт и Нена Терман имају четворо деце, укључујући Гандена, који је извршни директор Тибетанске Куће САД, глумицу Уму Терман, Дечен и Мипам. Робертова и Ненина деца су одрасла у Вудстоку, Њујорк, где су Терманови купили девет јутара земље уз мало наслеђе које је Нена добила. Терманови су ту изградили своју кућу.

## Одабране публикације
- Pennsylvania State University Press. Thurman, Robert A. F. (2000). The Holy Teaching of Vimalakirti: A Mahayana Scripture. Pennsylvania State University Press. ISBN 9780271012094.
- Princeton University Press. The Central Philosophy of Tibet: A Study and Translation of Jey Tsong Khapa's Essence of True Eloquence. 1991. ISBN 9780691020679.
- Bantam Doubleday Dell,  (translations in Spanish, French, German, Italian, Korean, Japanese, Chinese, Russian). The Tibetan Book of the Dead: The Natural Liberation Through Understanding in the Between. 1994. ISBN 9780553370904.
- Castle Books. Thurman, Robert A. (1995). Essential Tibetan Buddhism. Harper Collins. ISBN 9780062510518.
- with Marilyn Rhie Abrams. Rhie, Marylin M.; Thurman, Robert A. F. (1996). Wisdom and Compassion: The Sacred Art of Tibet. Tibet House New York. ISBN 0810939851.
- with Denise P. Leidy, Shambhala Publications. Leidy, Denise Patry; Thurman, Robert A. F. (1997). Mandala: The Architecture of Enlightenment. Thames and Hudson. ISBN 978-0500280188..
- with Marilyn Rhie, Tibet House US/Abrams. Rhie, Marilyn M.; Thurman, Robert A. F.; Jackson, David Paul (1999). World of Transformation: Masterpieces of Tibetan Sacred Art in the Donald Rubin Collection. Harry N. Abrams. ISBN 9780810963870.
- Penguin. Thurman, Robert (1999). Inner Revolution: Life, Liberty, and the Pursuit of Real Happiness. Penguin. ISBN 9781573227193.
- with Tad Wise, Bantam Doubleday Dell. Thurman, Robert A. F.; Wise, Tad (1999). Circling the Sacred Mountain: A Spiritual Adventure Through the Himalayas. Bantam Books. ISBN 9780553103465.
- Riverhead Books. Thurman, Robert (2004). Infinite Life: Seven Virtues for Living Well. Penguin. ISBN 9781594480690.
- Columbia University Press. Asaṅga; Thurman, Robert A. F. (2005). The Universal Vehicle Discourse Literature (with Lozang Jamspal, et al.). American Institute of Buddhist Studies, Columbia University. ISBN 9780975373408.
- Free Press/Simon & Schuster. Thurman, Robert (2005). The Jewel Tree of Tibet: The Enlightenment Engine of Tibetan Buddhism. Atria Books. ISBN 9780743257633.
- photographs by Brian Kistler, introduction by Robert Thurman, ed. Thomas Yarnell, Overlook Duckworth. Yarnall, Thomas F. (2005). Visions of Tibet: Outer, Inner, Secret. Tibet House US. ISBN 978-1585677412.
- Oxford University Press. Thurman, Robert A. F. (2005). Anger: of the Seven Deadly Sins. Oxford University Press. ISBN 9780195169751.
- Library of Tibetan Works and Archives. Thurman, Robert (2006). Life and Teachings of Tsongkhapa. Library of Tibetan Works and Archives. ISBN 9788186470442.
- Atria Books/Beyond Words. Thurman, Robert (2008). Why the Dalai Lama Matters: His Act of Truth as the Solution for China, Tibet and the World. Atria Books/Beyond Words. ISBN 9781582702209.
- with Marylin Rhie, Overlook. Rhie, Marylin M.; Thurman, Robert A. F. (2010). A Shrine for Tibet: The Alice Kandell Collection. Tibet House US. ISBN 978-1590203101..
- Robert Thurman. Blo-Bzang-Grags-Pa, Tsong-kha-pa (2010). Tsong Khapa's Extremely Brilliant Lamp. American Institute of Buddhist Studies. ISBN 978-1-935011-00-2.
- Columbia University Press. Blo-Bzang-Grags-Pa, Tsong-kha-pa (2011). Brilliant Illumination of the Lamp of the Five Stages. American Institute of Buddhist Studies. ISBN 9781935011002.
- with Sharon Salzberg, Hay House. Salzberg, Sharon; Thurman, Robert; Thurman, Robert A. F. (2013). Love Your Enemies: How To Break the Anger Habit & Be a Whole Lot Happier. Hay House, Incorporated. ISBN 9781401928148.
- 14th Dalai Lama, Sofia Stril-Rever, compiler, Robert Thurman, foreword, Tibet House US, Hay House. My Appeal to the World. Hay House. 2015. ISBN 978-0967011561.
- graphic novel, William Meyers, Robert Thurman, Michael G. Burbank, initiated artistically by Rabkar Wangchuk, art a team effort of five artists coordinated by Steve Buccellato and Michael Burbank, Tibet House US. Meyers, William; Thurman, Robert A. F.; Burbank, Michael G. (13. 12. 2016). Man of Peace: The Illustrated Life Story of the Dalai Lama of Tibet. Hay House. ISBN 978-1941312032.
- The Treasury of Buddhist Sciences, series, editors, Robert Thurman, Thomas Yarnall and The Treasury of Indic Sciences, series, editors Robert Thurman, Gary Tubb and Thomas Yarnall, are copublished with the American institute of Buddhist Studies and the Columbia University Center for Buddhist Studies; distributed by the Columbia University Press: